# Dieter Henrich
Dieter Henrich (Marburgo, 5 gennaio 1927 – Monaco di Baviera, 17 dicembre 2022) è stato un filosofo tedesco. Divenne noto soprattutto per i suoi lavori sull'idealismo tedesco.

## Biografia
Henrich studiò filosofia dal 1946 al 1950 a Marburgo, Francoforte e Heidelberg, e scrisse la sua dissertazione su Max Weber sotto la supervisione di Hans-Georg Gadamer. Docente presso le Università di Monaco, di Berlino e Heidelberg, fu anche visiting professor negli Stati Uniti, all'Università di Harvard e alla Columbia University. Dal 1970 fu presidente della Internationale Hegel-Vereinigung.

## Opere principali
- Die Situation der Historie und Max Webers Methodenlehre aus: Archiv für Philosophie 1949 3; 400-409.
- Die Einheit der Wissenschafstlehre Max Webers. Tübingen (J.C.B. Mohr).1952.
- Hegel im Kontext. Frankfurt: Suhrkamp, 1971.
- Der Grund im Bewußtsein. Untersuchungen zu Hölderlins Denken (1794/95). Stuttgart: Klett-Cotta, 1992. ISBN 3-608-91613-X (2. erw. Aufl. 2004)
- Versuch über Kunst und Leben. Subjektivität - Weltverstehen - Kunst. München: Carl Hanser, 2001. ISBN 3-446-19857-1
- Fixpunkte. Abhandlungen und Essays zur Theorie der Kunst. Frankfurt: Suhrkamp, 2003. ISBN 3-518-29210-2
- Grundlegung aus dem Ich. Untersuchungen zur Vorgeschichte des Idealismus. Tübingen - Jena 1790-1794. Frankfurt: Suhrkamp, 2004. ISBN 3-518-58384-0
- Die Philosophie im Prozeß der Kultur. Frankfurt: Suhrkamp, 2006. ISBN 978-3-518-29412-3

in italiano
- La prova ontologica dell'esistenza di Dio: la sua problematica e la sua storia nell'età moderna, Napoli, Prismi, 1983.
- Metafisica e modernita: il soggetto di fronte all'assoluto, Torino, Rosenberg & Sellier, 2008.